# Máscara funeraria lambayeque

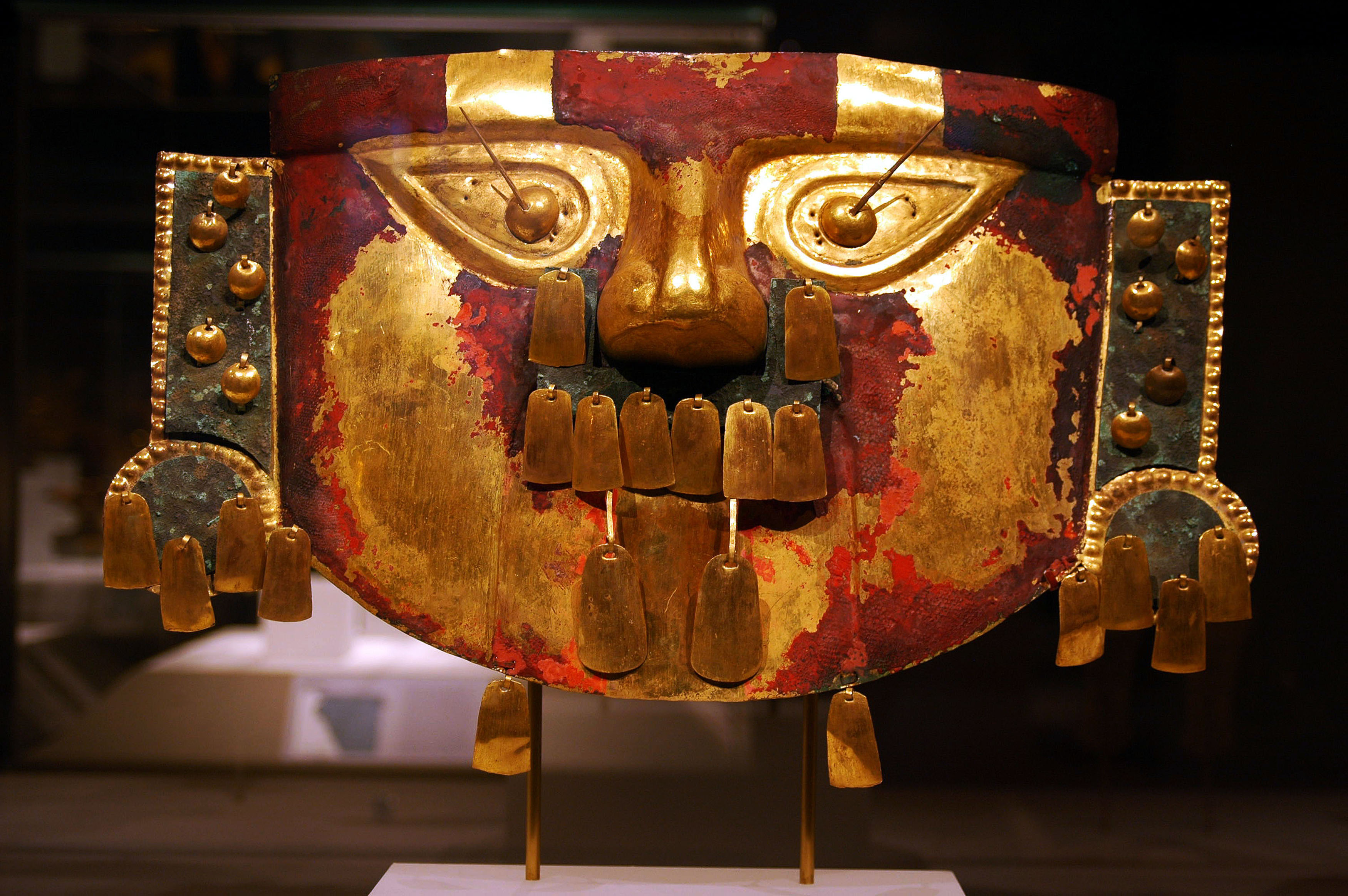
Máscara funeraria lambayeque, hallada en un contexto funerario del sitio arqueológico de Batán Grande.

La máscara funeraria lambayeque es una pieza característica del arte metalúrgico lambayeque o sicán, cultura precolombina que se desarrolló en el norte de Perú, entre los siglos VIII a XV.

## Descripción
La máscara funeraria está elaborada de una lámina de oro martillada y recortada con decoración repujada. Retrata un rostro antropomorfo estilizado, con grandes ojos almendrados, de los que penden cuentas de resina de algarrobo, cuarzo o esmeraldas, ensartadas en delgados tubos o alambres; la nariz y boca es pequeña; lleva además narigueras y flecos nasales, así como orejeras circulares. Está pintada con cinabrio (sulfuro de mercurio), que le da una tonalidad rojiza.

## Interpretación
Han sido halladas en las tumbas de personajes que evidentemente tuvieron una posición elevada en la sociedad lambayeque, como es el caso del llamado Señor de Sicán, descubierta en 1991.
Este tipo de máscara funeraria llamó mucho la atención al arqueólogo Izumi Shimada, quien se dedicó a su estudio. Se cree que es la representación de la misma divinidad que se halla caracterizada profusamente en el arte lambayeque. Este dios, con atributos de ave y de animales marinos, presumiblemente es el mítico Naylamp, Naymlap o Ñanlap, mencionado en la crónica Miscelánea Antártica de Miguel Cabello Valboa (1586) y en la de Modesto Ruviños y Andrade (1782) como proveniente del mar y fundador del reino lambayeque.
Para Kauffmann Doig se trataría de una divinidad antropomorfa con ojos ornitomorfos (de ave), cuyas cuentas que brotan de estos sería un simbolismo del agua (Dios Andino del agua). Otros investigadores como el arqueólogo Wilo Vargas ha propuesto la hipótesis que estas máscaras serían la  representación estilizada del “cangrejo fantasma” (Ocypode gaudichaudii), conocido también como “cangrejo carretero” o “cangrejo fantasma”, este crustáceo estaría asociado con la muerte por ser carroñero y según esta hipótesis su función mágica se activaría al colocar esta máscara al difunto, adquiriendo  las facultades del crustáceo lo que le permita movilizarse en la oscuridad sin problema, siendo  lo más saltante el poder ingresar protegido al Uku pacha o inframundo donde aparentemente también sería su ambiente natural. . https://sites.google.com/site/arqueologostrujillo/la-mascara-del-cangrejo-fantasma

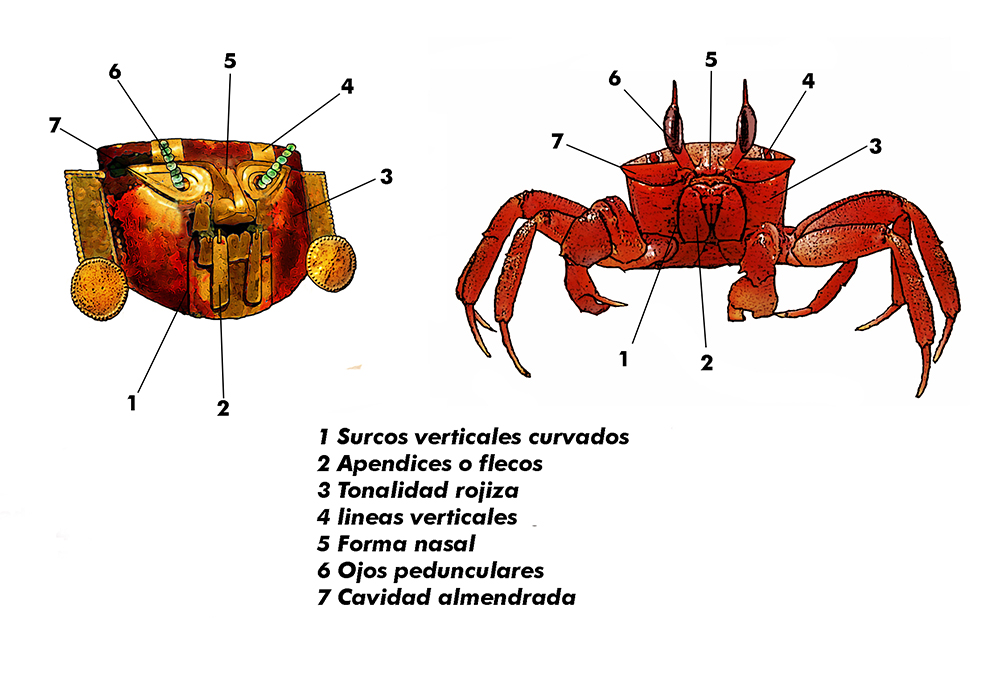
Gráfico comparativo de un crustáceo y la máscara lambayeque.